# Ribbingsholm
Ribbingsholm este o arie protejată (arie specială de conservare — SAC, sit de importanță comunitară — SCI) din Suedia întinsă pe o suprafață de 29,1 ha, integral pe uscat.

## Localizare
Centrul sitului Ribbingsholm este situat la coordonatele 58°35′33″N 15°53′08″E / 58.5924°N 15.8856°E.

## Înființare
Situl Ribbingsholm a fost declarat sit de importanță comunitară în ianuarie 2002 pentru a proteja 1 specie de animale. Situl a fost protejat și ca arie specială de conservare în martie 2011.

## Biodiversitate
Situată în ecoregiunea boreală, aria protejată conține 2 habitate naturale: Pășuni din zone de pădure fino-scandinave, Pajiști cu Molinia pe soluri calcaroase, turboase sau argilos-nămoloase (Molinion caeruleae).
La baza desemnării sitului se află o specie protejată de  nevertebrate: Osmoderma eremita.